# Россия на зимних Олимпийских играх 2002
Россия на зимних Олимпийских играх 2002 года в Солт-Лейк-Сити была представлена 151 спортсменом.
Россияне завоевали 13 медалей (5 золотых, 4 серебряные и 4 бронзовые) и заняли пятое место в общекомандном медальном зачёте. Сборная России впервые не попала в тройку лучших медального зачёта на Олимпийских играх (на зимних Играх 1994 и 1998 годов, а также на летних Играх 1996 и 2000 годов Россия была в тройке лидеров).
Одним из первых громких допинговых скандалов в истории российского спорта стала дисквалификация знаменитых лыжниц Героя Российской Федерации Ларисы Лазутиной и Ольги Даниловой. 9 февраля Лазутина стала второй на дистанции 15 км. 12 февраля на дистанции 10 км с раздельным стартом Данилова стала второй, а Лазутина — 4-й. 15 февраля в гонке преследования 2×5 км Данилова заняла первое место, а Лазутина — второе. 21 февраля сборная России сенсационно не была допущена до женской эстафеты из-за превышения уровня гемоглобина у Лазутиной, а заменить Лазутину сборная России не успела. 24 февраля, в последний день Олимпийских игр, Лазутина заняла первое место на дистанции 30 км, а Данилова — 8-е. Спустя несколько часов после гонки на 30 км ВАДА объявило, что допинг-пробы Лазутиной и Даниловой дали положительный результат на дарбепоэтин, аналог эритропоэтина. Лазутина и Данилова пытались оспорить свою дисквалификацию, но это ни к чему не привело.
После перераспределения наград Юлия Чепалова получила серебро вместо бронзы на дистанции 10 км, а на дистанции 15 км получила бронзу вместо 4-го места. Дисквалификацию за применение дарбепоэтина получил и немецкий лыжник Йохан Мюлегг, в результате золото на дистанции 50 км перешло к Михаилу Иванову.

## Медали

### Золото
| Золото |                                  |                                      |
| №      | Спортсмены                       | Вид спорта (дисциплина)              |
| 1      | Михаил Иванов                    | Лыжные гонки (марафон, 50 км)        |
| 2      | Ольга Пылёва                     | Биатлон (гонка преследования, 10 км) |
| 3      | Юлия Чепалова                    | Лыжные гонки (спринт, 1,5 км)        |
| 4      | Алексей Ягудин                   | Фигурное катание (одиночное)         |
| 5      | Елена Бережная Антон Сихарулидзе | Фигурное катание (спортивные пары)   |

### Серебро
| Серебро |                             |                                      |
| №       | Спортсмены                  | Вид спорта (дисциплина)              |
| 1       | Евгений Плющенко            | Фигурное катание (одиночное)         |
| 2       | Ирина Слуцкая               | Фигурное катание (одиночное)         |
| 3       | Юлия Чепалова               | Лыжные гонки (10 км)                 |
| 4       | Илья Авербух Ирина Лобачёва | Фигурное катание (танцевальные пары) |

### Бронза
| Бронза | |                                       |
| №      | Спортсмены | Вид спорта (дисциплина)               |
| 1      | Виктор Майгуров | Биатлон (индивидуальная гонка, 20 км) |
| 2      | Юлия Чепалова | Лыжные гонки (масс-старт, 15 км)      |
| 3      | Альбина Ахатова Светлана Ишмуратова Галина Куклева Ольга Пылёва | Биатлон (эстафета, 4×7,5 км)          |
| 4      | Максим Афиногенов Илья Брызгалов Валерий Буре Павел Буре Сергей Гончар Павел Дацюк Алексей Жамнов Дариус Каспарайтис Олег Кваша Алексей Ковалёв Илья Ковальчук Игорь Кравчук Игорь Ларионов Владимир Малахов Даниил Марков Борис Миронов Андрей Николишин Егор Подомацкий Сергей Самсонов Олег Твердовский Сергей Фёдоров Николай Хабибулин Алексей Яшин | Хоккей (мужчины)                      |

| Спорт            | Золото | Серебро | Бронза | Всего |
| ---------------- | ------ | ------- | ------ | ----- |
| Фигурное катание | 2      | 3       | 0      | 5     |
| Лыжные гонки     | 2      | 1       | 1      | 4     |
| Биатлон          | 1      | 0       | 2      | 3     |
| Хоккей           | 0      | 0       | 1      | 1     |

## Состав и результаты олимпийской сборной России

### Бобслей
Спортсменов — 6
Женщины — Виктория Токовая и	Кристина Бадер, 8 место в женской двойке
| Соревнование | Спортсмены                                                   | 1 заезд   | 1 заезд | 2 заезд   | 2 заезд | 3 заезд   | 3 заезд | 4 заезд   | 4 заезд | Итоговый результат | Итоговое место |
| Соревнование | Спортсмены                                                   | Результат | Место   | Результат | Место   | Результат | Место   | Результат | Место   | Итоговый результат | Итоговое место |
| ------------ | ------------------------------------------------------------ | --------- | ------- | --------- | ------- | --------- | ------- | --------- | ------- | ------------------ | -------------- |
| Двойки       | Евгений Попов Пётр Макарчук                                  | 48,12     | 14      | 48,18     | 16      | 48,22     | 15      | 48,19     | 14      | 3:12,71            | 15             |
| Четвёрки     | Евгений Попов Пётр Макарчук Сергей Голубев Дмитрий Стёпушкин | 47,14     | 15      | 46,98     | 10      | 47,45     | 10      | 47,58     | 6       | 3:09,15            | 8              |

### Лыжное двоеборье
Спортсменов — 4
Мужчины
| Соревнование         | Спортсмены                                                         | Прыжки с трамплина | Прыжки с трамплина | Лыжная гонка | Лыжная гонка | Лыжная гонка | Итоговое место |
| Соревнование         | Спортсмены                                                         | Результат          | Место              | Гандикап     | Результат    | Место        | Итоговое место |
| -------------------- | ------------------------------------------------------------------ | ------------------ | ------------------ | ------------ | ------------ | ------------ | -------------- |
| Индивидуальная гонка | Владимир Лысенин                                                   | 195,0              | 40                 | +6:03        | 39:18,5      | 17           | 35             |
| Командная гонка      | Алексей Фадеев Алексей Цветков Владимир Лысенин Алексей Баранников | 821,0              | 9                  | +3:40        | DNF          | DNF          | —              |

### Фигурное катание
| Соревнование              | Спортсмен                         | Обязательный танец 1 | Обязательный танец 1 | Обязательный танец 2 | Обязательный танец 2 | Короткая программа/ оригинальный танец | Короткая программа/ оригинальный танец | Произвольная программа/ произвольный танец | Произвольная программа/ произвольный танец | Всего     | Всего |
| Соревнование              | Спортсмен                         | Результат            | Место                | Результат            | Место                | Результат                              | Место                                  | Результат                                  | Место                                      | Результат | Место |
| ------------------------- | --------------------------------- | -------------------- | -------------------- | -------------------- | -------------------- | -------------------------------------- | -------------------------------------- | ------------------------------------------ | ------------------------------------------ | --------- | ----- |
| Женское одиночное катание | Виктория Волчкова                 |                      |                      |                      |                      | 6,0                                    | 12                                     | 10,0                                       | 10                                         | 16,0      | 9     |
| Женское одиночное катание | Мария Бутырская                   |                      |                      |                      |                      | 2,5                                    | 5                                      | 6,0                                        | 6                                          | 8,5       | 6     |
| Женское одиночное катание | Ирина Слуцкая                     |                      |                      |                      |                      | 1,0                                    | 2                                      | 2,0                                        | 2                                          | 3,0       | 2     |
| Мужское одиночное катание | Александр Абт                     |                      |                      |                      |                      | 2,5                                    | 5                                      | 5,0                                        | 5                                          | 7,5       | 5     |
| Мужское одиночное катание | Евгений Плющенко                  |                      |                      |                      |                      | 2,0                                    | 4                                      | 2,0                                        | 2                                          | 4,0       | 2     |
| Мужское одиночное катание | Алексей Ягудин                    |                      |                      |                      |                      | 0,5                                    | 1                                      | 1,0                                        | 1                                          | 1,5       | 1     |
| Спортивные пары           | Мария Петрова Алексей Тихонов     |                      |                      |                      |                      | 3,0                                    | 6                                      | 6,0                                        | 6                                          | 9,0       | 6     |
| Спортивные пары           | Татьяна Тотьмянина Максим Маринин |                      |                      |                      |                      | 2,0                                    | 4                                      | 4,0                                        | 4                                          | 6,0       | 4     |
| Спортивные пары           | Елена Бережная Антон Сихарулидзе  |                      |                      |                      |                      | 0,5                                    | 1                                      | 1,0                                        | 1                                          | 1,5       | 1     |
| Танцы на льду             | Татьяна Навка Роман Костомаров    | 1,8                  | 9                    | 1,8                  | 9                    | 5,4                                    | 9                                      | 10,0                                       | 10                                         | 19,0      | 10    |
| Танцы на льду             | Ирина Лобачева Илья Авербух       | 0,4                  | 2                    | 0,4                  | 2                    | 1,2                                    | 2                                      | 2,0                                        | 2                                          | 4,0       | 2     |